# Algemene Wet Bijzondere Ziektekosten
De Algemene Wet Bijzondere Ziektekosten (AWBZ) is een voormalige in Nederland verplichte, collectieve ziektekostenverzekering voor niet individueel verzekerbare ziektenkostenrisico's. Verzekerd voor de AWBZ waren ingezetenen van Nederland en niet-ingezetenen van Nederland die bepaalde inkomsten in Nederland genoten. De AWBZ was een van de zogenoemde verplichte volksverzekeringen. De wet is vervallen met ingang van 1 januari 2015.
Sinds 2015 wordt de extramurale zorg door de gemeenten geregeld. De overblijvende delen van de AWBZ zijn omgevormd tot de Wet langdurige zorg.
De overheid onderscheidt drie compartimenten in de zorg:
- Het eerste compartiment bevat de langdurige zorg (care) en onverzekerbare medische risico's. De verstrekking en financiering van deze zorg worden grotendeels geregeld door de overheid via de AWBZ.
- Het tweede compartiment bevat kortdurende geneeskundige zorg die voor iedereen toegankelijk moet zijn. Vergoeding hiervan loopt via de Zorgverzekeringswet. De zorgverzekeringswet stelt een ziektekostenverzekering verplicht voor iedereen die verzekerd is volgens de Wet langdurige zorg (Wlz).
- De vrijwillige aanvullende verzekering valt onder het derde compartiment. Vooralsnog (2011) is er alleen een aanvullende ziektekostenverzekering. In 2009 heeft de toenmalige staatssecretaris Jet Bussemaker in het programma Buitenhof een aanvullende AWBZ aangekondigd.

Op grond van de AWBZ is iedere Nederlander verzekerd tegen de kosten van onverzekerbare medische risico's en langdurige zorg (na 366 dagen). Deze worden niet door de zorgverzekering vergoed. De vergoeding kan op twee manieren plaatsvinden: Zorg in Natura (ZIN) en het persoonsgebonden budget (pgb). In het laatste geval krijgt de rechthebbende een bepaald budget toegekend. De uitvoering van zowel ZIN als het pgb verloopt via het zorgkantoor.

## Geschiedenis
Deze wet verving verscheidene eerdere wetten en regelingen, zoals de Wet op de bejaardenoorden. Per 1 januari 1968 is de wet AWBZ ingegaan.
Tot 2003 zijn veel aanvullende regels gemaakt om de AWBZ aan te passen aan veranderende maatschappelijke trends. De regelgeving werd daardoor complex en bureaucratisch. Een grondiger herziening was noodzakelijk, ook om inhoudelijke redenen. Een van deze redenen is de prijsstijging van de AWBZ. Het kabinet hoopt door meer marktwerking de prijsstijging tegen te gaan. In de gemoderniseerde AWBZ krijgt de vrager een meer centrale plaats, de aanbiedersmarkt wordt meer open en zorgverzekeraars en zorgkantoren krijgen een actievere rol in het inkoopbeleid. De verantwoordelijkheden tussen diverse partijen in de zorgketen (Centrum Indicatiestelling Zorg (CIZ), zorgkantoor, zorgaanbieder) worden duidelijker onderscheiden. De stappen in de modernisering maken het mogelijk dat cliënten zelf de zorg inkopen, bij de aanbieder die zij wensen en op de plaats van hun keuze. Met andere woorden: centrale aanbodsturing maakt plaats voor decentrale vraagsturing. Dit wordt mogelijk gemaakt door het afschaffen van het verplicht contracteren door zorgkantoren. Hierdoor kunnen andere bedrijven op de markt komen en de AWBZ uitvoeren. Het gevolg hiervan is dat er geconcurreerd wordt.
Tot april 2003 hadden cliënten van de AWBZ voornamelijk van doen met zorg in natura. Indien zij geïndiceerd waren en zorg kregen gebeurde dit zonder dat zij geconfronteerd werden met de bijbehorende kosten.
De Algemene Wet Bijzondere Ziektekosten is sinds 2003 geleidelijk vervangen door andere wetten, waaronder de Zorgverzekeringswet. Sinds 1 januari 2015 is de AWBZ geheel vervallen.

### Wijzigingen in de AWBZ per 1 april 2003
- de aanspraken worden benoemd in termen van functies, in plaats van voorzieningen
- (nieuwe) aanbieders mogen toelating vragen voor één of meer functies
  - huishoudelijke verzorging
  - persoonlijke verzorging
  - verpleging
  - ondersteunende begeleiding
  - activerende begeleiding
  - behandeling
  - verblijf
- de toelating is functiegericht en geldt AWBZ-breed
- de indicatiestelling wordt geformuleerd in termen van functies
- zorgorganisaties mogen extramuraal AWBZ-breed zorg aanbieden
- nieuwe AWBZ-brede Regeling Persoonsgebonden budget
- de aanspraak op verblijf is alleen mogelijk als ook ten minste aanspraak gemaakt kan worden op een van de andere functies, bijvoorbeeld in combinatie met verpleging: ouderenzorg.

### Wijzigingen in de AWBZ na 2003
Per 1 januari 2007 is de huishoudelijke verzorging overgegaan in de Wet maatschappelijke ondersteuning (WMO). De uitvoering van de AWBZ ligt bij de zorgverzekeraars en de uitvoering van de WMO ligt bij de gemeenten. Een ander technisch verschil tussen beide wetten is dat de AWBZ zorg in rechte afdwingbaar is en dat de WMO een voorziening is (niet in rechte afdwingbaar).
Vanaf 1 juli 2007 worden indicaties voor langdurige opname in een AWBZ-instelling afgegeven in de vorm van een zorgzwaartepakket (ZZP).
Tot en met 31 december 2008 kon ook een ernstig psychosociaal probleem reden zijn voor een AWBZ-indicatie. Per 1 januari 2009 is deze grondslag komen te vervallen. Er is nu een diagnose nodig binnen een van de andere grondslagen om in aanmerking te kunnen komen voor AWBZ-zorg.
Per 1 januari 2009 zijn de functies ondersteunende begeleiding en activerende begeleiding komen te vervallen. De activiteiten die binnen deze functies vielen, zijn deels overgegaan naar de nieuwe functie begeleiding en deels onder de functie behandeling komen te vallen. Ook valt een deel van de activiteiten niet meer onder de AWBZ. Zo zijn de welzijnsactiviteiten overgeheveld naar de WMO en vallen daarmee onder de verantwoordelijkheid van de gemeenten.

## Grondslag voor AWBZ-zorg
Om in aanmerking te komen voor AWBZ-zorg moet er een medische reden (grondslag) aanwezig zijn waardoor iemand bepaalde activiteiten niet zelfstandig kan verrichten maar hierbij hulp nodig heeft.
De volgende grondslagen kunnen recht geven op AWBZ-zorg:
- een somatische aandoening of beperking
- een psychogeriatrische aandoening of beperking
- een psychiatrische aandoening
- een verstandelijke handicap
- een lichamelijke handicap
- een zintuiglijke handicap

Het moet hierbij in alle gevallen gaan om aandoeningen/beperkingen waardoor iemand langdurig/blijvend hulp nodig heeft. Voor problemen waarvoor nog behandeling (vanuit het tweede compartiment) mogelijk is kan slechts in uitzonderingsgevallen, kortdurend AWBZ-zorg worden ingezet. Namelijk daar waar ernstige problemen ontstaan wanneer dit niet gebeurt en inzet van AWBZ-zorg geen negatieve invloed heeft op het verdere herstel.
Een psychosociaal probleem is geen reden voor een AWBZ-indicatie.

### Dekking
De AWBZ geeft recht op verpleging en verzorging in een: 
- ziekenhuis vanaf de 366e dag
- verpleeghuis
- verzorgingshuis
- psychiatrische inrichting
- instelling voor zintuiglijk gehandicapten;
- instelling voor verstandelijk gehandicapten;
- gezinsvervangend tehuis voor gehandicapten;
- beschermde woonvorm voor ex-psychiatrische patiënten en sociaal kwetsbaren;
- dagverblijf voor gehandicapten

of in
- "Het Dorp" in Arnhem;

of
- algemene thuiszorg. Daartoe behoren verpleging, persoonlijke verzorging, begeleiding en voorlichting in verband met ziekte, herstel, invaliditeit en ouderdom (mits door een grondslag ondersteund);
- revalidatiezorg vanaf de 366e dag.

Verder vallen onder de AWBZ: 
- overige psychiatrische hulp, zowel poliklinisch als door vrij gevestigde psychiaters en Riaggs (Regionale Instelling voor Ambulante Geestelijke Gezondheidszorg).  De geneeskundige GGZ is op 1 januari 2008 overgeheveld naar de Zorgverzekeringswet. Ook Forensisch Psychiatrische Poliklinieken vallen onder de AWBZ-vergoeding.
- inentingen in het kader van een vaccinatieprogramma
- onderzoek naar het voorkomen van enkele stofwisselingsziekten
- blindengeleidehond
- doventolkvoorziening in de privésfeer
- abortus in een vergunninghoudende kliniek.

Artikel 6 bepaalt dat de verzekerden aanspraak hebben op zorg ter voorkoming van ziekten en ter voorziening in hun geneeskundige behandeling, verpleging en verzorging. Tot deze zorg behoren voorzieningen tot behoud, herstel of ter bevordering van de arbeidsgeschiktheid of strekkende tot verbetering van levensomstandigheden, alsmede maatschappelijke dienstverlening.
Artikel 9a bepaalt dat de gemeente erin voorziet dat ten behoeve van de inwoners een onafhankelijk indicatieorgaan werkzaam is, dat kosteloos besluit of een inwoner is aangewezen op een van de vormen van zorg. Het Centrum Indicatiestelling Zorg (CIZ) is door alle gemeenten aangewezen om die rol te vervullen.
Het Besluit van 25 oktober 2002, houdende hernieuwde vaststelling van de aard, inhoud en omvang van de zorg waarop aanspraak bestaat ingevolge de Algemene Wet Bijzondere Ziektekosten en wijziging van andere besluiten in verband daarmee (Besluit zorgaanspraken AWBZ) (Bza) gaat verder in op de verschillende vormen van zorg. Het Besluit van 2 oktober 1997, houdende regels met betrekking tot het werkterrein, de samenstelling en werkwijze van indicatieorganen (Zorgindicatiebesluit) (Zib) regelt de indicatiestelling.
Daarbij is er nog de Regeling van de Staatssecretaris van Volksgezondheid, Welzijn en Sport van 12 december 2013, kenmerk 178730-114566-DLZ, houdende beleidsregels die het indicatieorgaan hanteert bij het vaststellen of en in hoeverre de verzekerde is aangewezen op zorg op grond van de Algemene Wet Bijzondere Ziektekosten (Beleidsregels indicatiestelling AWBZ 2014).
De zorg vanwege de AWBZ, die indicatieplichtig is vanwege artikel 2 van het Zib, is vastgelegd in een aantal functies (artikel 4 t/m 6, 8, 9, 9a en artikel 13 lid 2 van het Bza):
- Persoonlijke Verzorging (PV)
- Verpleging (VP)
- Begeleiding (BG individueel en BG groep)
- Behandeling (BH individueel en BH groep)
- Verblijf (VB)
- Kortdurend Verblijf (KVB)
- Voortgezet verblijf op psychiatrische grondslag.

In geval verzekerde op basis van zijn zorgbehoefte is aangewezen op Verblijf wordt de omvang van verblijf met de daarbij behorende samenhangende zorg uitgedrukt in een zorgzwaartepakket (ZZP). Een zorgzwaartepakket is naar aard, inhoud en omvang bij een cliëntprofiel passende samenhangende zorg als omschreven in de Regeling zorgaanspraken AWBZ. Op grond van artikel 2, vierde lid van het Bza zijn ter invulling van de aanspraak op Verblijf, de zorgzwaartepakketten omschreven in de Regeling zorgaanspraken AWBZ. De verzekerde die is aangewezen op Verblijf heeft aanspraak op zorg die is opgenomen in het zorgzwaartepakket. Om te bepalen welk zorgzwaartepakket het best passend is gegeven de zorgbehoefte van verzekerde wordt bepaald welk cliëntprofiel het beste bij de zorgvrager past.
Er zijn ZZP's op somatische en psychogeriatrische grondslag (V&V), op psychiatrische grondslag (GGZ) en op grond van een lichamelijke, verstandelijke of zintuiglijke handicap (GZ). Hoewel veel instellingen gespecialiseerd zijn in het leveren van zorg aan een specifieke categorie van cliënten, kunnen zij cliënten met alle grondslagen opnemen.
Reguliere verzorgingshuizen en verpleeghuizen krijgen geld uit de AWBZ. Ze heten daarom ook wel AWBZ-instellingen. Particuliere verzorgingshuizen en verpleeghuizen zijn geen AWBZ-instelling.
De AWBZ gaat ervan uit dat huisgenoten voor elkaar zorgen. Dit heet gebruikelijke zorg. Bij gebruikelijke zorg komt men niet in aanmerking voor AWBZ-zorg.
Als iemand kortdurend (minder dan drie maanden) zorg nodig heeft, gaan het CIZ ervan uit dat de partner helpt bij de dagelijkse verzorging, zoals eten, wassen en aankleden. De partner biedt dan de gebruikelijke zorg. Iemand zonder partner die kortdurend zorg nodig heeft, kan wel AWBZ-zorg krijgen.
Het CIZ spreekt over mantelzorg als iemand na drie maanden nog steeds voor de partner blijft zorgen. Of als iemand zorg krijgt van andere huisgenoten, familie, vrienden of buren. Mantelzorg is niet verplicht. Zolang een mantelzorger vrijwillig hulp wil blijven geven, is er geen noodzaak voor professionele AWBZ-zorg. Als de mantelzorg (tijdelijk) wegvalt, kunt men hiervoor AWBZ-zorg aanvragen.
Bij voorliggende voorzieningen, zoals het plaatsen van een traplift of een aangepast toilet, is geen AWBZ-zorg nodig.

## Eigen bijdrage
Het Bijdragebesluit zorg regelt de eigen bijdrage. Het inkomen wordt gedefinieerd overeenkomstig de basisregistratie inkomen.
Het bijdrageplichtig inkomen is het inkomen over het peiljaar van de ongehuwde verzekerde, resp. de gehuwde verzekerden tezamen, verminderd met de verschuldigde of ingehouden belasting, met op dit resultaat in mindering gebracht:
- 15% van de netto-inkomsten uit arbeid, inclusief loondoorbetaling bij ziekte of Ziektewet-uitkering
- zak- en kleedgeld, premies voor een zorgverzekering gecorrigeerd voor de zorgtoeslag, een jonggehandicaptenkorting, een ouderenkorting of extra vrijlatingen, een en ander volgens bij ministeriële regeling te bepalen regels

De bijdrage bedraagt voor de ongehuwde verzekerde die gedurende het etmaal in een instelling verblijft en voor de gehuwde verzekerden die beiden gedurende het etmaal in een instelling verblijven tezamen, het bijdrageplichtig inkomen plus 2%, maar niet meer dan € 2189,20 per maand.
Als een van beide partners langdurig in een verpleeghuis woont, kunnen ze ervoor kiezen om als alleenstaanden te worden aangemerkt. Dit geldt dan ook voor de AOW en is in dat opzicht voordelig, maar het kan zeer onvoordelig zijn voor de eigen bijdrage AWBZ. Zolang het verblijf in het verpleegtehuis voortduurt, kan deze keuze niet worden teruggedraaid. De keuze staat los van fiscaal partnerschap.
De korting op de eigen bijdrage die is ingevoerd met het Besluit tegemoetkoming chronisch zieken en gehandicapten dat het Bijdragebesluit zorg wijzigde, bedraagt bij zorg met verblijf 8% voor wie de AOW-leeftijd heeft bereikt, en 16 % voor wie jonger is. Hierdoor verandert het maximum per maand van € 2189,20 feitelijk in resp. € 2014 en € 1839. De korting bedraagt bij extramurale zorg 33%.
Zie ook de vermogensinkomensbijtelling en gedragseffecten.
De eigen bijdragen in 2013 worden bepaald op basis van het verzamelinkomen van 2011 en het vermogen op 1 januari 2011. De gemiddelde vertraging waarmee deze doorwerken is dus 2 jaar voor inkomen in box 1 en 2, en 2,5 jaar voor vermogen.

## AWBZ-premie
De AWBZ-premie maakt deel uit van de premies volksverzekeringen. Ook boven de AOW-leeftijd moet men de premie betalen. Voor de hoogte van de premie berekent men eerst een vast percentage (sinds 2008: 12,15%) van het inkomen in de eerste en tweede schijf van box 1, d.w.z. van ongeveer de eerste € 33.000. Hiervan worden afgetrokken evenredige delen van de van toepassing zijnde heffingskortingen, waarbij sommige heffingskortingen worden verdeeld over  heffingskortingen voor de IB, AOW, Anw en AWBZ (die voor de AOW kan men dan niet benutten als men de AOW-leeftijd heeft bereikt, omdat men dan geen AOW-premie verschuldigd is), en andere alleen over heffingskortingen voor de IB, Anw en AWBZ (die gelden ten volle, ook als men geen AOW-premie verschuldigd is). Als het resultaat negatief is wordt de premie op nihil gesteld. Als alleen de algemene heffingskorting van toepassing is komt dit er bijvoorbeeld op neer dat over ongeveer de eerste € 5400 van het inkomen in box 1 geen premie verschuldigd is; de maximale premie bedraagt dan ook 12,15% van ongeveer € 28.000, dit is ongeveer € 3400. Als men ook recht heeft op andere heffingskortingen, bijvoorbeeld als men werkt arbeidskorting, dan is meer inkomen vrijgesteld; de maximale premie is dan lager.
De premieheffing is zo ingebed in het schijventarief (met een belastingtarief dat laag is in de schijven waarover ook premies zijn verschuldigd) dat de progressie niet wordt verstoord: het belastingtarief in de derde schijf is niet lager dan het gecombineerde tarief van belasting en premies in de tweede schijf (2013: gelijk).
De premie wordt samen met andere premies en belasting ingehouden als loonheffing, of op aanslag betaald als onderdeel van een gecombineerde aanslag IB / PVV. De premie voor de AWBZ wordt meestal niet afzonderlijk vermeld op de loonstrook, en ook niet op het aanslagbiljet. Op het aanslagbiljet staat wel de totale premie AOW, Anw, AWBZ apart van de belasting vermeld.
In 2008 bedroegen de kosten voor de AWBZ ongeveer 20 miljard (zomer 2008). In 2009 zullen de kosten voor Algemene Wet Bijzondere Ziektekosten ongeveer 22 miljard euro bedragen. In 2010 bedragen de kosten 23,5 miljard. Om de kosten niet uit de hand te laten lopen maakte staatssecretaris Jet Bussemaker in de zomer 2008 bekend de komende periode 800 miljoen euro minder te willen uitgeven aan AWBZ-hulp. Voor de kabinetsperiode 2007-2011 is in totaal 2,5 miljard euro uitgetrokken om de stijgende AWBZ-kosten, bestemd voor chronisch zieken, ouderen en gehandicapten, op te vangen.
In februari 2009 werd bekend dat de Tweede Kamer geen goed inzicht heeft waar de 22 miljard aan wordt besteed. Het maken van een duidelijk overzicht lijkt een lastige opgave die hoge kosten met zich meebrengt. Omdat er gegevens van 2500 organisaties zouden moeten worden geaggregeerd, heeft de Tweede Kamer hiervan afgezien.

### Kosten
- 2003 - 20,3 miljard
- 2004 - 21,3 miljard
- 2005 - 22,1 miljard
- 2006 - 22,9 miljard
- 2007 - 22,9 miljard
- 2008 - ruim 20 miljard
- 2009 - 22 miljard.
- 2010 - 23,5 miljard.

Bron: CVZ.
Er zijn, anno 2010, 250.000 mensen die in een (verzorgings)tehuis wonen, bekostigd door de AWBZ. Daarnaast ontvangen nog eens 350.000 mensen thuiszorg die vanuit de AWBZ wordt vergoed.
Tegenover deze 23,5 miljard staan inkomsten van 15 miljard uit de premieinkomsten, 5 miljard rijksbijdrage en 1,5 eigen bijdragen, maakt samen 21,5 miljard. Het tekort op de dekking van deze volksverzekering bedraagt in 2010 dus € 2 miljard.

## Uitvoering
- Uitvoering door het Centrum indicatiestelling zorg (CIZ) en door Bureau Jeugdzorg (BJZ) (voor de kinderen onder de 18 jaar met een psychiatrische diagnose).

Het CIZ en BJZ zijn onafhankelijke bestuursorganen die de indicatiestelling in de AWBZ verzorgen. Het CIZ is nu onderverdeeld in 6 districten.
In de AWBZ staat echter op dit moment nog dat gemeenten voor hun inwoners indicatieorganen moeten aanwijzen. Daartoe hebben gemeenten destijds de regionale indicatieorganen (RIO's) opgericht. Deze decentrale aanpak leidde er echter te veel toe, dat mensen in vergelijkbare situaties soms andere indicaties kregen. Daarom is in 2003 besloten dat de indicatiestelling beter door een landelijk werkend zelfstandig bestuursorgaan kan worden verricht. Op initiatief van de minister van VWS hebben de gemeenten in 2005 het CIZ als indicatiesteller aangewezen. In 2007 is een wetsvoorstel ingediend om het CIZ een wettelijke basis te geven. Dit wetsvoorstel is echter op verzoek van de Staatssecretaris aangehouden. De planning is nu, dat 1 januari 2012 de Wijziging van de Algemene Wet Bijzondere Ziektekosten met het oog op centralisering van de indicatiestelling in werking treedt.
De CIZ-kosten zijn voor 2010 geraamd op € 133,2 miljoen en dit wordt gefinancierd door het ministerie van VWS uit de nationale belastingopbrengsten.
- Uitvoering door de Zorgkantoren

Nadat de indicatie is gesteld wordt de zorg geregeld via zorgkantoren. Nederland is verdeeld in 32 zorgkantoorregio's. In elke regio heeft de zorgverzekeraar die in dat gebied de meeste verzekerden heeft, de rol van zorgkantoor. De AWBZ wordt uitgevoerd voor alle zorgverzekerden die in een zorgregio wonen, dus ook voor verzekerden van andere zorgverzekeraars.
De kosten van de zorg, geraamd op € 23,5 miljard in 2010, worden opgebracht door wettelijk verplichte premies, eigen bijdragen en rijksbijdragen [Wet financiering sociale verzekeringen]. De middelen komen samen in het Algemeen Fonds Bijzondere Ziektekosten, dat door het Zorginstituut Nederland wordt beheerd. Die betaalt via het Centraal administratie Kantoor (CAK) aan de zorgkantoren. De Nederlandse Zorgautoriteit toetst de rechtmatigheid van de uitgaven. De kosten van de uitvoeringsorganen AWBZ inclusief CAK zijn voor 2010 geraamd op € 224,1 miljoen.

## Latere ontwikkelingen
Vanaf 2012 kunnen nieuwe cliënten met een extramurale indicatie niet meer voor een pgb kiezen. Ook vanaf 2012 kunnen zorgkantoren rechtstreeks zelfstandig werkende zorgverleners contracteren.
Als alternatief voor een pgb kan men kiezen voor een zogenaamde vpz. De Vergoedingsregeling persoonlijke zorg is voor mensen die een zorgvraag hebben van minimaal 10 uur per week en voor wie er geen zorg in natura is die past bij de zorg die zij nodig hebben.
Het kabinet heeft verder de volgende plannen:
De functies dagbesteding en begeleiding worden overgeheveld van de AWBZ naar de Wet maatschappelijke ondersteuning (Wmo): vanaf 2013 voor nieuwe gevallen, vanaf 2014 voor alle cliënten. Jeugdzorg wordt uiterlijk in 2016 ook overgeheveld.
Vanaf 2014 wordt in de AWBZ  'scheiden van wonen en zorg' ingevoerd. Dit houdt in dat cliënten zelf de betaling van hun woonlasten (huur) regelen.
Vanaf 2013 voeren de zorgverzekeraars de AWBZ uit, in plaats van de huidige zorgkantoren (zie onder).
De uitleen van hulpmiddelen verdwijnt per 1 januari 2013 uit de AWBZ. Hulpmiddelen worden alleen nog ondergebracht in de Zorgverzekeringswet (Zvw) en de Wmo.
Volgens het Regeerakkoord 2012 wordt extramurale verpleging in 2017 van de AWBZ overgeheveld naar de Zorgverzekeringswet. Gemeenten worden geheel verantwoordelijk voor de activiteiten op het gebied van ondersteuning, begeleiding en verzorging. De aanspraken worden beperkt, dienstverlening wordt versoberd en meer gericht op waar ze het hardste nodig is en gaat vallen onder de wet maatschappelijke ondersteuning 2015 (WMO 2015). De aanspraken op huishoudelijke hulp worden vervangen door een maatwerkvoorziening voor degenen die het echt nodig hebben en het niet uit eigen middelen kunnen betalen.
In 2014 wordt de aanspraak voor de functie begeleiding in de AWBZ beperkt door de aanspraak op dagbesteding te laten vervallen. Voor de functie persoonlijke verzorging vervalt in 2014 het recht op zorg bij een indicatie korter dan 6 mnd. en wordt de norm voor gebruikelijke zorg van 60 naar 90 minuten per week verhoogd. Vanaf 2015 wordt de extramurale zorg overgeheveld naar het gemeentelijk domein.
De overblijvende delen van de AWBZ zijn omgevormd tot de Wet van 3 december 2014, houdende regels inzake de verzekering van zorg aan mensen die zijn aangewezen op langdurige zorg (Wet langdurige zorg) (Wlz), die eerder als werktitel had  Wet langdurige intensieve zorg (Wet LIZ).

## Voetnoten
1. ↑  Welke kosten krijg ik vergoed in een verzorgingshuis en verpleeghuis?, rijksoverheid.nl
2. ↑  Andere oplossingen, CIZ
3. ↑  Uw partner gaat naar een verpleeghuis, Sociale Verzekeringsbank
4. ↑  AWBZ-miljarden zijn spoorloos, de Volkskrant, 18 februari 2009. Gearchiveerd op 19 september 2016.
5. ↑  Flip de Kam, NRC, 31 juli 2010.
6. ↑  Wat is de Vergoedingsregeling persoonlijke zorg (VPZ)?, rijksoverheid.nl
7. ↑  Wat gaat er veranderen voor mensen die nu gebruikmaken van zorg uit de AWBZ of de Wmo?, rijksoverheid.nl
8. ↑  Consultatieversie Concept Wetsontwerp Langdurige Intensieve Zorg (LIZ), rijksoverheid.nl
9. ↑  Kamerbrief over premiegevolgen overhevelingen Zvw en AWBZ, rijksoverheid.nl